# Ullviskolan
Ullviskolan är benämningen på den målartradition och konststil inom dalmåleri som uppstod i och runt byn Ullvi under 1700-/1800-tal. En typisk detalj för Ullviskolan är den så kallade "Ullvibården". Jufwas Anders Ersson anses vara den tongivande dalmålaren i Ullviskolan.
Till Ullviskolan anses bland andra Jufwas Anders Ersson (1757-1834), Back Olof Andersson (1767-1820), Back Erik Andersson (1778-1847), Djäken Anders Andersson d ä (1758-1831) och Djäken Anders Andersson d y (1789-1824) höra.